# Diprionidae
Famille
Les diprionidés (Diprionidae) forment une famille d'insectes de l'ordre des hyménoptères et du sous-ordre des symphytes (mouches à scie). Les larves de ces diprions ou tenthrèdes sont des fausses-chenilles.

## Liste des genres
Selon ITIS :
- genre Diprion Schrank, 1802
- genre Gilpinia Benson, 1939
- genre Neodiprion Rohwer, 1918